# چالدا
چالدا (به لاتین: Chalda) یک منطقهٔ مسکونی در روسیه است که در داغستان واقع شده‌است.